# 手紙-殺しへの招待-
『手紙-殺しへの招待-』（てがみ ころしへのしょうたい）は、日本テレビの「愛のサスペンス劇場」（花王石鹸一社提供）枠で放送されたテレビドラマ。放送期間は1975年11月3日から同月28日まで（全20話）。原作は天藤真の『殺しへの招待』。DVD化されている。

## あらすじ
Y.Z（ワイゼット）と名乗る人物から、4人の男性に同じ文面の手紙が届いた。手紙はカナタイプで打たれており、Y.Zは、4人の男性の誰かの妻である、と名乗る。そして「1か月以内に夫を殺す」、と予告する。
疑心暗鬼に陥り、自らの妻を疑う4人。会社員の沖田（婿養子）、ルポライターの羽鳥、高校教師の関山、建築技師の小沼。
Y.Zは、4人の男性を中華飯店に招待。3人は出向くが、沖田は部下の江馬を偵察に向わせる。Y.Zは「4人の男性は共通の友人である」と書いていたが、羽鳥、関山、小沼は初対面だった。安堵しつつも、なお疑惑を捨てきれない3人は、妻を疑い、家庭に波風を立ててしまう。
殺されたのは、沖田の妻・三重子だった。自殺か他殺か?三重子の友人・の証言により、沖田が逮捕される。残りの3人は、江馬と協力して真相を暴こうとするのだが…。

## キャスト
- 江馬章子 - 竹下景子
- 沖田明彦 - 村野武範
- 吉岡みどり - ひし美ゆり子
- 関山晋一 - 鹿内孝
- 関山典枝 - 夏海千佳子
- 羽鳥正吾 - 大木正司
- 羽鳥須和子 - 町田祥子
- 井原刑事 - 草薙幸二郎
- 沖田三重子 - 中島葵
- 小沼洋介 - 片岡五郎
- 小沼優子- 伊佐山ひろ子
- ナレーター - 矢島正明
- 小林完吾（NTVアナウンサー・当時）
- 潘恵子（番組アシスタント・ノンクレジット）

## スタッフ
- 製作：ユニオン映画
- 企画：小坂敬
- プロデューサー：銀谷精一、中尾孝道
- 原作：天藤真「殺しへの招待」（サンポウ・ノベルス刊）
- 脚本：よしだたけし、篠崎好
- 撮影：片岡二郎
- 録音：川田保
- 美術：福留八郎
- 編集：菅野順吉
- 音楽：大野雄二
- 主題歌：「うつろな愛」
  - 作詞：杉山政美
  - 作曲：大野雄二
  - 唄：朝倉理恵
- 選曲：白井多美雄
- 協力：生田スタジオ
- 監督：前田陽一

## 備考
- 初放映時には、「犯人当て100万円クイズ」が行われた。
- サブタイトルはなく、「第○回」と出るのみである。
- 日替わりの連続ドラマ（放送日は月～金）であるため、翌週の月曜日には、冒頭にナレーションが入り、あらすじが紹介される。
- 小林完吾は、劇中のワイドショーの進行役として登場（『お昼のワイドショー』内の『女の事件』コーナー）。
- 2008年にはテレビ岩手でも再放送されている。
- 2011年10月3日よりテレビ愛知にて再放送される。

| 日本テレビ系 愛のサスペンス劇場 | 日本テレビ系 愛のサスペンス劇場 | 日本テレビ系 愛のサスペンス劇場 |
| 前番組                          | 番組名                          | 次番組                          |
| ------------------------------- | ------------------------------- | ------------------------------- |
| からみ合い 欲望                 | 手紙-殺しへの招待-              | 嫉妬                            |